# Delitto per procura
Delitto per procura (Murder by Proxy) è un film del 1954 diretto da Terence Fisher.

## Trama
Un alcolizzato incontra in un locale una giovane e bella bionda che gli propone un matrimonio per interesse e viene coinvolto in un delitto. L'uomo si ritrova l'indomani dopo una forte sbronza, in casa di un'amica della bella bionda, non ricordando nulla della notte precedente. Presto intuisce d'esser stato coinvolto in un omicidio grazie ai titoli dei giornali, e di esserne il principale indiziato. Inizia così la corsa per provare la sua innocenza: interrogherà chiunque creda sia coinvolto, ciò gli porterà via via a ricordare e conoscere i fatti con l'aiuto delle due donne; arriverà addirittura a ritrovare sua madre di cui non aveva notizie da anni, pur di provare la sua innocenza.